# La pared (Shakira)
La pared è un singolo della cantante colombiana Shakira, pubblicato il 10 ottobre 2006 come quarto estratto dal sesto album in studio Fijación oral vol. 1.

## Descrizione
La pared, da Shakira scritta e prodotta, è principalmente conosciuta nella versione acustica, in cui il solo strumento utilizzato è il pianoforte. Questa versione è inclusa come traccia bonus nell'album Fijación oral vol. 1, oltre a essere stata eseguita dal vivo ai Latin Grammy Awards del 2006 e durante l'Oral Fixation Tour.

## Video musicale
Il videoclip musicale è composto da un'esibizione dal vivo della brano da parte della cantante durante la tappa al Palacio de los Deportes di Città del Messico. È stato co-diretto da Shakira e dall'artista visivo catalano Jaume de Laiguana.